# EMD DD35形ディーゼル機関車
EMD DD35は、1963年4月から5月の間にアメリカのGM-EMDが製造した8動軸の電気式ディーゼル機関車である。ユニオン・パシフィック鉄道(UP)とサザン・パシフィック鉄道(SP)の2社に納入された。
ディーゼルエンジンと発電機のセットを2組搭載し、出力は5,000馬力(3,700kW)に達した。車軸配置は、4軸台車を前後に配置したD-Dである。全部で30両が製造された。
本形式は運転台のないBユニットである。のちに運転台のあるAユニットとしてDD35Aが製造されており、Bユニットの本形式を便宜的にDD35Bと呼称する例もある。以下、両者に共通する説明では「DD35シリーズ」とする。

## 製造の経緯
形態としては、GP35の2両を1つのフレームにまとめた形となっている。AユニットではなくBユニットとして製造されたのは、4軸のフレキシコイル台車と、UPの計画に理由がある。

### UPでの状況
1960年代初頭、UPはガスタービン機関車を置き換える目的で、3両で15,000馬力(11,100kW)を発揮するディーゼル機関車が計画されていた。本形式3両でそれに見合うと考えられるが、本形式は4軸台車を装備しており、それが列車の先頭にあるとレールへの負担が大きいと考えられた。そこで、GM-EMDは2両のGP35の間に本形式を2両挟み、合計で15,000馬力とすることとした。
GM-EMDは、そのコンセプトに従って1組のデモンストレーション用編成を1963年9月に製造した。カラーリングはセント・ルイス・アンド・サンフランシスコ鉄道に似た赤と白であった。この編成がいくつかの鉄道に貸し出されたが、興味を示したのはUPのほかはSPのみであった。
UPは、デモ車の編成を購入し、さらに25両を発注。デモ車だった機関車はロードナンバー72B、73Bとされ、のちの35両は74B - 98Bが付番された。

### SPでの状況
また、3両のデモ車をSP用に製造した。SPはその車両を使用はしたが、結局発注はしなかった。ロードナンバー8400 - 8402とされ、のちに9500 - 9502、さらに9900 - 9902と変更された。
SPでは軽仕業にのみ使用され、やがて休車とされた。SPは1970年代のうちに全機解体した。

### 詳細
DD35シリーズは、製造直後には信頼性において劣るものであった。車体内の砂箱内の砂が電装品に悪影響を及ぼしたため、1969年には新たな砂箱がランボード上にもうけられた。
また、EMDが最後に製造した直流発電機と旧来の開閉器を搭載したロード・ユニットであった。これらは、後年のものよりも故障する率が高かった。
ひとたび故障が克服されると、DD35シリーズは成功したといえた。しかし、より小型の機関車に比べれば融通が利かず、鉄道が経営的に厳しくなった1977年には本形式の使用は停止された。DD35Aは少しだけ長生きし、1981年には全車両が営業線から撤退した。
本形式には保存車はない。

## 購入者
| 所有者                     | 両数 | 番号      | 注記                                        |
| -------------------------- | ---- | --------- | ------------------------------------------- |
| サザン・パシフィック鉄道   | 3    | 8400-8402 |                                             |
| ユニオン・パシフィック鉄道 | 27   | 72B-98B   | 72Bと73BはEMDのデモ機・5653・5655からの改番 |